# Tom Zola
Tom Zola (* 1988) ist ein deutscher Autor. Über sein Leben ist bisher wenig bekannt, nur dass er in seiner Vergangenheit einige Berührungspunkte mit dem Militär hatte.
Seit dem Jahre 2014 veröffentlichte er mehrere Romane, die dem Genre Military-Science-Fiction beziehungsweise Alternativweltgeschichte zuzuordnen sind. Seine Bücher aus dem „Stahlzeit“-Universum, die sich mit der Thematik eines alternativen Verlaufs des Zweiten Weltkriegs beschäftigen, umfassen bis dato zwölf Bände. Im Mittelpunkt der Romanreihe stehen Soldaten verschiedener Nationalitäten, die in die brutalen Kämpfe geworfen werden. Die Stahlzeit-Bücher erscheinen im umstrittenen HJB-Verlag. Darüber hinaus hat der Atlantis-Verlag angekündigt, ab Sommer 2016 zwei Serien von Tom Zola zu veröffentlichen („V-Fall Erde“ und „Weltenkrieg“).

## Stahlzeit-Romane
- Schicksalsschlacht Kursk, HJB-Verlag & Shop KG, 2014, ISBN 978-3-95634-023-9.
- Die Ostfront brennt!, HJB-Verlag & Shop KG, 2014, ISBN 978-3-95634-024-6.
- D-Day: Die Invasion, HJB-Verlag & Shop KG, 2014, ISBN 978-3-95634-025-3.
- Abwehrschlacht Normandie, HJB-Verlag & Shop KG, 2015, ISBN 978-3-95634-046-8.
- Himmlers große Stunde, HJB-Verlag & Shop KG, 2015, ISBN 978-3-95634-047-5.
- Raketenkrieg, HJB-Verlag & Shop KG, 2015, ISBN 978-3-95634-048-2.
- Abwehrkampf bei Witebsk, HJB-Verlag & Shop KG, 2015, ISBN 978-3-95634-071-0
- Die Bombe, HJB-Verlag & Shop KG, 2015, ISBN 978-3-95634-072-7
- Heavy Water, HJB-Verlag& Shop KG, 2016, ISBN 978-3-95634-073-4
- Der totale Krieg, HJB-Verlag& Shop KG, 2016, ISBN 978-3-95634-079-6
- Seelöwe-die Invasion, HJB-Verlag& Shop KG, 2017, ISBN 978-3-95634-080-2
- Zeitenwende, HJB-Verlag& Shop KG, 2017, ISBN 978-3-95634-081-9

## Weltenkrieg
- Stunde X, Atlantis Verlag, Stolberg 2017, ISBN 978-3-86402-537-2
- Die Rückkehr, Atlantis Verlag, Stolberg 2017, ISBN 978-3-86402-463-4
- Herrschaft der Marsianer, Atlantis Verlag, Stolberg 2019, ISBN 978-3-86402-677-5

## V-Fall Erde
- Blinde Wut, Atlantis Verlag, Stolberg 2016, ISBN 978-3-86402-400-9
- Der Angriff, Atlantis Verlag, Stolberg 2017, ISBN 978-3-86402-489-4
- Der Gegenschlag, Atlantis Verlag, Stolberg 2018, ISBN 978-3-86402-575-4

## Alleinstehende Werke
- Die drei Tage der Schöpferischen Zerstörung, scius-Verlag, 2016, ISBN 978-3-946331-16-2